# Berenguer Fredol
Berenguer Fredol (ur. (?), zm. w listopadzie 1323 w Awinionie) − francuski kardynał.

## Życiorys
Bratanek kardynała Berengera Fredola. Biskup Béziers w latach 1309–1312. Na konsystorzu 23 grudnia 1312 papież Klemens V mianował go kardynałem prezbiterem SS. Nereo e Achilleo. Kamerling Świętego Kolegium Kardynałów od 1313 roku. Brał udział w konklawe 1316. Biskup Porto e Santa Rufina od 22 sierpnia 1317. Zmarł w Awinionie.